# Occupazione di Poti
L'occupazione di Poti fu una battaglia tra le forze russe e georgiane svoltasi tra il 9 e il 19 agosto 2008.

## Battaglia

### Gli attacchi aerei iniziali
Poti è un importante porto della Georgia che si affaccia sul Mar Nero.

Nella giornata del 9 agosto 2008 l'aviazione russa bombardò il porto e le sue strutture e una base aerea che si trovava lì vicino.

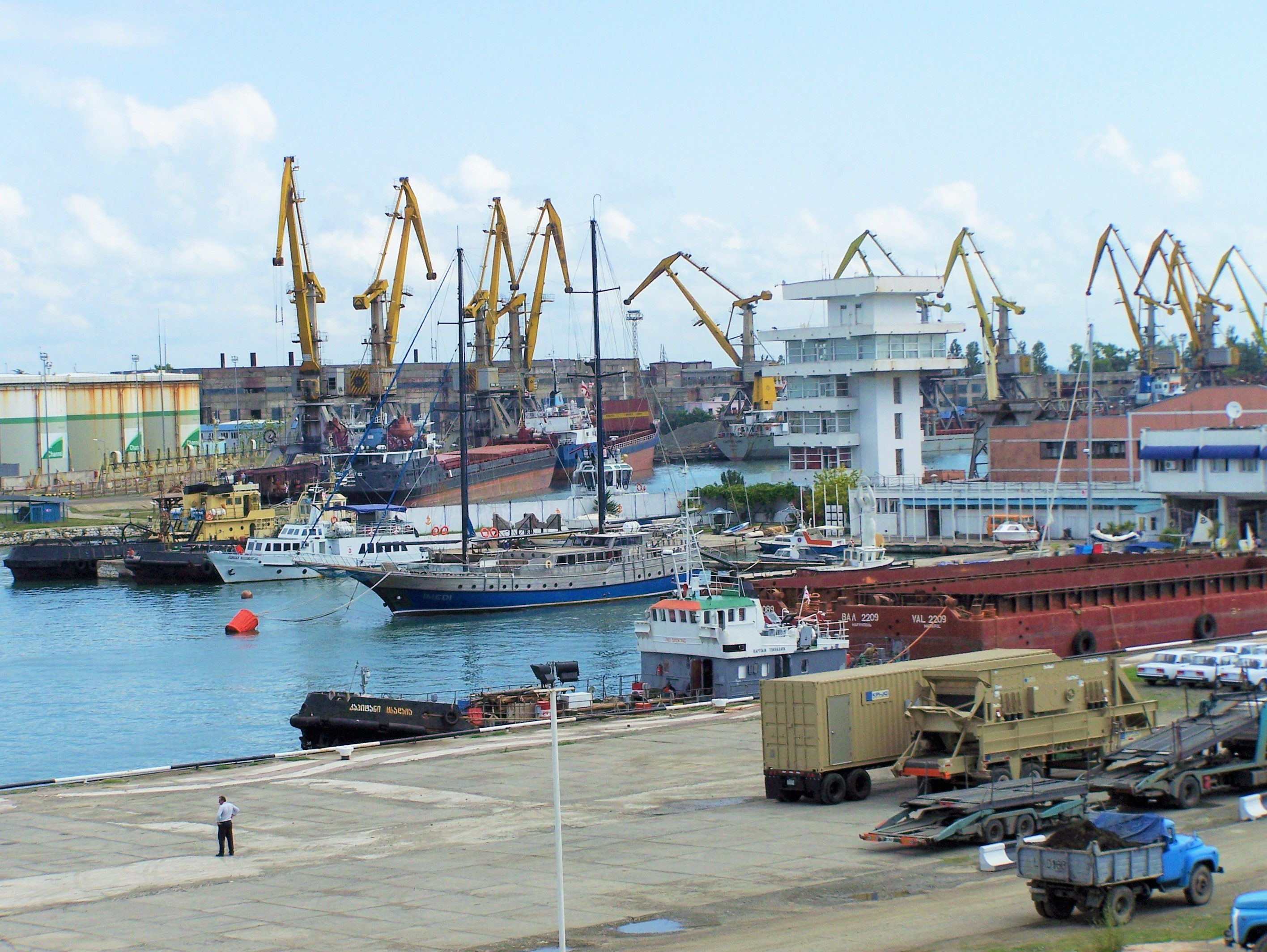
Il porto di Poti prima dell' attacco russo

### La conquista di Senak'i
La città di Senak'i, che è distante molte miglia da Poti, fu occupata dalle forze russe l'11 agosto. Così Poti fu isolata dall'intera Georgia perché l'unica strada principale passava proprio da Senak'i. Anche se i russi si ritirarono il giorno dopo, l'occupazione di questa città dimostrò l'impotenza e l'incapacità di resistere dei georgiani.

### La vittoria russa
Il 14 agosto fu il giorno in cui le truppe russe occuparono la città e affondarono le navi della Marina georgiana.

Il 19 agosto 2008, le truppe russe catturarono 22 soldati georgiani e sequestrarono quattro Humvee blindati nella città di Poti.

## Risultati
L'UNOSAT, un progetto dell'UNITAR attuato per la ricerca nucleare, ha effettuato l'analisi di immagini satellitari di Poti, trovando sei barche sommerse georgiane. Oltre a questo non ci sono altri danni visibili nella valutazione..